# Pantodonta
I pantodonti (Pantodonta) sono un sottordine di mammiferi arcaici appartenenti al grande ordine dei cimolesti, vissuti nel Paleocene e nell'Eocene (tra 64 e 45 milioni di anni fa).

## I primi grandi mammiferi erbivori
Gli appartenenti a questo gruppo sono tra i più antichi mammiferi erbivori, e si svilupparono appena dopo l'estinzione dei dinosauri. Già nel Paleocene inferiore, infatti, i pantodonti si svilupparono in una moltitudine di forme che, partendo da animali piccoli e forse onnivori, portarono ben presto alla nascita di grossi animali completamente erbivori. Gran parte dei pantodonti noti sono vissuti in Nordamerica e Asia, ma alcune forme sono note in Europa (ad es. Coryphodon) e si conosce una forma, Alcidedorbignya, particolarmente piccola e primitiva, vissuta nel Paleocene in Sudamerica. La loro massima diffusione si ebbe nel Paleocene superiore, quando nei continenti settentrionali i pantodonti rappresentavano i più grandi tra gli animali erbivori terrestri. Il loro declino iniziò nell'Eocene, contemporaneamente alla diffusione di ordini di erbivori più specializzati, e le ultime forme (ad es. Hypercoryphodon ed Eudinoceras) provengono dall'Eocene medio - superiore dell'Asia orientale.

## Evoluzione
In generale sembra che le prime forme, di piccole dimensioni, si siano originate in Asia: tra queste, Wanglia doveva essere il più primitivo. Altri animali simili, ma più evoluti, erano Harpyodus e Bemalambda, comunque di dimensioni modeste. Successivamente i pantodonti migrarono in Nordamerica e diedero origine a un ceppo più evoluto e specializzato, caratterizzato da forme via via più pesanti, dalle zampe robuste dotate di zoccoli. Pantolambda era della taglia di un montone e l'assai simile Caenolambda era di poco più grande, ma Barylambda superava i due metri di lunghezza. Titanoides, invece, era di taglia simile ma dotato di forti artigli. Relativamente simile a questi animali era Pastoralodon, della Cina. Una forma asiatica, Pantolambdodon, era fornita di una corta proboscide. Gli ultimi rappresentanti dei pantodonti furono i corifodontidi, tra cui Coryphodon, che divennero ancora più grandi e specializzati per una vita anfibia. I ciriacoteriidi, infine, sembrerebbero essere stati un gruppo di pantodonti di piccole dimensioni e dalla dentatura aberrante.

## Classificazione
In passato i pantodonti erano stati raggruppati, insieme ai dinocerati e agli xenungulati, nel gruppo degli amblipodi (Amblypoda), un gruppo creato dai paleontologi per accogliere i primi grandi mammiferi erbivori. Successive ricerche hanno dimostrato che i tre gruppi non sono strettamente collegati fra di loro, e che i pantodonti potrebbero condividere un'origine comune con i folidoti (pangolini) e altri mammiferi arcaici come Buxolestes, Sinclairella ed Ernanodon, e pertanto sarebbero da collegare al variegato gruppo dei cimolesti. Ricerche più recenti hanno ipotizzato che i pantodonti possano invece condividere un'origine comune con i periptichidi, un gruppo di ungulati basali paleocenici, e quindi non sarebbero da includere nei cimolesti (Halliday et al., 2017).